# Penebui
Penebui (P.nb.wj, "Seu/seient dels Dos Senyors") va ser una de les primeres reines d'Egipte. Era probablement l'esposa del rei Djer, que va governar durant la I dinastia.
| p · nb · nb |

| p · nb · nb |

Hi ha almenys tres tauletes en ivori que mostren la reina Penebui. Dues es van trobar a la necròpolis del rei Djer a Abidos, i una altra de (bastant malmesa) a Saqqara en una tomba anònima. Aquestes tauletes, anomenades tauletes anuals, mostren representacions de diverses cerimònies, com ara un sacrifici humà, i la presentació de diversos objectes de culte.
Al centre dels gravats s'hi mostren dues figures de reines difuntes. Apareixen en forma de busts amb caps i pentinats femenins, recolzats sobre pedestals decorats palatins. Hi ha fonts de sang que brollen del seu front, simbolitzant la mort de les dones. Abans l'egiptologia interpretava erròniament aquestes fonts de sang com a ornaments florals o diademes de serps. Els dos noms de les dones apareixen en un jeroglífic rar similar al signe posterior d'"excrement", els signes dels gravats simplement signifiquen "morir" o "mort". La primera dama representada es pot identificar com la reina Penebui. El seu nom també es guia pel títol Ueret-hetes, que significa "gran del ceptre d'Hetes", identificant-la com a cònjuge reial. L'altra dama de les etiquetes també devia ser una reina, però de rang inferior. El seu títol era Ma'a-heru, que significa "la que veu Horus". Malauradament, el seu nom és molt difícil de llegir, podria estar escrit amb tres símbols de peixos.
La mort de Penebui sembla estar registrada a la famosa pedra de Palerm, a l'escena de l'esdeveniment del quart any del rei Djer. Wolfgang Helck sospita que la reina Penebui va morir decapitada, ja que el signe de la dama reial difunta a l'escena està guiat pel jeroglífic d'una fredeluga decapitada.